# Mady Delvaux-Stehres

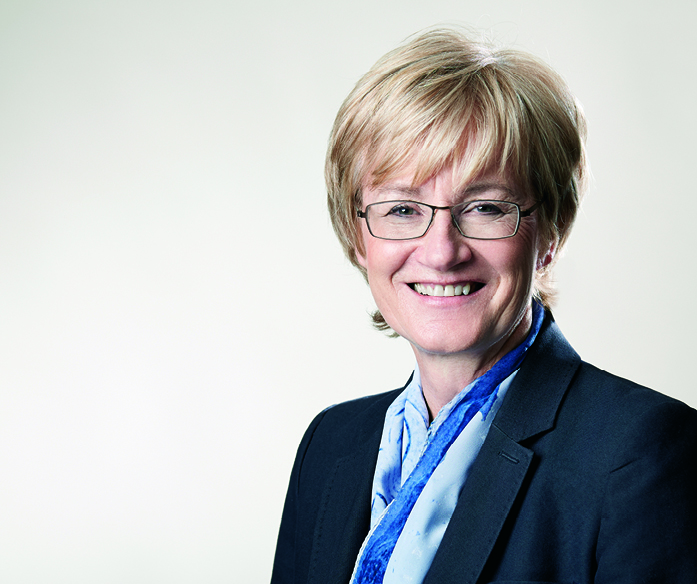
Mady Delvaux-Stehres 2014

Mady Delvaux-Stehres (* 11. Oktober 1950 in der Stadt Luxemburg) ist eine luxemburgische Politikerin.
Mady Delvaux-Stehres hat an der Sorbonne klassische Literatur studiert und war danach bis 1989 als Lehrerin tätig.
Sie ist seit 1974 Mitglied der LSAP. Von 1985 bis 1989 war sie Mitglied des Comité directeur der Partei.
1987 wurde sie in den Gemeinderat der Stadt Luxemburg gewählt. 1994 erhielt sie erstmals ein Mandat in der Chambre des Députés, aber schied als Regierungsmitglied wieder aus. 1999 wurde sie wieder in die Chambre gewählt und blieb Mitglied bis 2004.
Von 1989 bis 1994 war sie Staatssekretärin für Gesundheit, Sozialversicherung, Jugend und Sport. Nach den Wahlen 1994 wurde sie Ministerin für Kommunikation, Transport und Sozialversicherung. Von 2004 bis Ende 2013 war sie Ministerin für Erziehung und Berufliche Ausbildung.
2014 wurde sie zur Spitzenkandidatin der LSAP für die Europawahl gekürt. Die LSAP verlor deutlich und wurde nur viertstärkste Kraft in Luxemburg. Delvaux-Stehres erlangte trotzdem ein Mandat im Europäischen Parlament. Für die Europawahl 2019 verzichtete sie auf eine erneute Kandidatur.
Delvaux-Stehres ist verwitwet und Mutter von drei Kindern.